# Peter Mole
Peter Mole, vero nome Pietro Mulè (Termini Imerese, 11 ottobre 1891 – San Diego, 2 agosto 1960), è stato un inventore italiano nel campo dell'elettricità.

## Biografia
Mulè (che ha cambiato nome sostituendolo con Peter Mole), è nato a Termini Imerese nel 1891 ed è emigrato in America, con il padre Pietro ed i fratelli Filippo, Giuseppe e Giuseppa, nel 1897.
Mulè nel 1917 si laurea in "ingegneria elettrica" e comincia a lavorare per la Thomas Edison e per la General Electric, a New York, mentre nel 1923 si trasferisce a Los Angeles.
Nel 1927 fonda la Mole-Richardson, azienda che si occupa di illuminazione e di produzione cinematografica, con sede a Hollywood, California, e rifornisce la casa cinematografica Metro Goldwyn Mayer.
La Mole-Richardson di Mulè ha brevettato nel 1935 il primo "Fresnel Solar Spot" (Riflettore) e durante la seconda guerra mondiale, Mulè concentra i suoi sforzi verso lo sviluppo di proiettori per corazzate, carri armati e artiglieria per le forze alleate in Europa e nel Pacifico.
Nel 1945 Peter Mole è stato scelto per realizzare l'illuminazione per il Consiglio storico delle Nazioni Unite, tenutosi a San Francisco.
Sposa Cecilia Lazarus, dalla quale ha avuto una figlia, Anna Frances Mole.
Peter Mole è deceduto improvvisamente il 2 agosto 1960 a San Diego e il genero, Warren Parker, ha assunto la presidenza della società.
La Mole-Richardson Company, che attualmente è gestita dai nipoti di Peter, Larry e Mike Parker, è oggi considerata una delle principali industrie legata al cinema e alla televisione.